# 6983 Komatsusakyo
6983 Komatsusakyo è un asteroide della fascia principale. Scoperto nel 1993, presenta un'orbita caratterizzata da un semiasse maggiore pari a 3,2105685 UA e da un'eccentricità di 0,1293859, inclinata di 7,79045° rispetto all'eclittica.